# Monge (cráter)

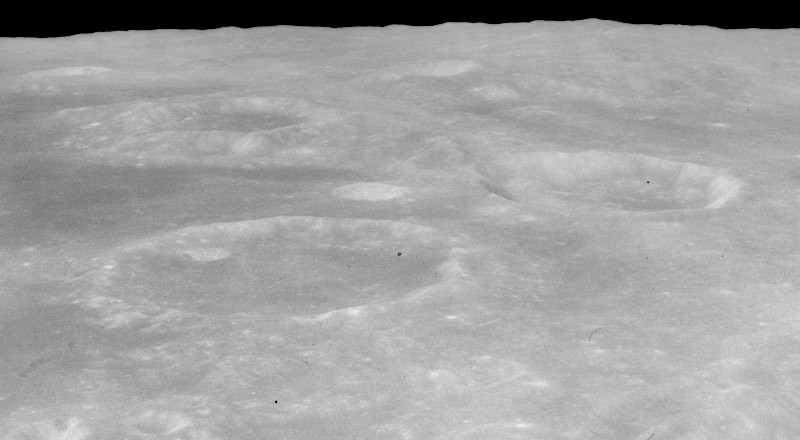
Vista oblicua del cráter Cook (cráter). Fotografía de la misión Apolo 16.

Monge es un cráter de impacto lunar que se encuentra en el borde suroeste del Mare Fecunditatis.
|  |

El borde externo es algo irregular en forma, con una protuberancia hacia el exterior en el este y otras más pequeñas hacia el norte y el noroeste. El suelo interior es algo irregular en la mitad oriental, y presenta acumulaciones de materiales desprendidos a lo largo de las bases de las paredes interiores inclinadas. El cráter con nombre más cercano es Cook, situado al noreste, mientras que el cráter Santbech, más grande, se encuentra al oeste-suroeste.